# 6 billeder af en dom...alderdom
6 billeder af en dom...alderdom er en dansk dokumentarfilm fra 1985 instrueret af Ib Makwarth efter manuskript af Tage Voss.

## Handling
Hvordan er det at blive gammel i 80'ernes Danmark? Filmen sætter spørgsmålet til debat ved at give korte portrætter af seks mennesker - fra arbejdsmanden i slumkvarteret til kontorchefen, der er rask og rørig.